# Mount Scott (Oklahoma)
Mount Scott is een berg in Comanche County in de Amerikaanse staat Oklahoma. Het is een prominente berg even ten noorden van Lawton. De berg heeft een hoogte van 751 meter boven de zeespiegel. Ze is onderdeel van de Wichita Mountains nabij Fort Sill Military Reservation en Wichita Mountains Wildlife Refuge. De United States Fish and Wildlife Service is verantwoordelijk voor het beheer van het gebied. Bezoekers kunnen de top met de auto bereiken. De berg is ook populair vanwege diens verschillende plekken waar men kan klimmen.
Mount Scott is de op een na hoogste berg in de Wichita Mountains Wildlife Refuge.